# Don't Forget Who You Are
Don't Forget Who You Are è il secondo album in studio del cantautore inglese Miles Kane, ex Last Shadow Puppets e Rascals. È uscito il 3 giugno 2013

## Tracce
1. Taking Over
2. Don't Forget Who You Are
3. Better Than That
4. Out of Control
5. Bombshells
6. Tonight
7. What Condition Am I In?
8. Fire in My Heart
9. You're Gonna Get It
10. Give Up
11. Darkness in Our Hearts

## Formazione
- Miles Kane - voce, chitarra solista
- Eugene McGuinness – voce, chitarra ritmica
- Jay Sharrock – batteria
- Ben Parsons – tastiera
- Phill Anderson – basso